# Doyle E. Carlton
Doyle Elam Carlton Sr. (Wauchula, 6 luglio 1885 – Tampa, 25 ottobre 1972) è stato un politico statunitense. Fu il 25º governatore della Florida dal 1929 al 1933.